# HMS Griffin (H31)
«Гріфін» (H31) (англ. HMS Griffin (H31) — військовий корабель, ескадрений міноносець типу «G» Королівських військово-морських флотів Великої Британії та Канади за часів Другої світової війни.
«Гріфін» був закладений 20 вересня 1934 року на верфі компанії Vickers-Armstrongs, в містечку Барроу-ін-Фернес. 6 червня 1936 року увійшов до складу Королівських ВМС Великої Британії.